# Vittorio Colao

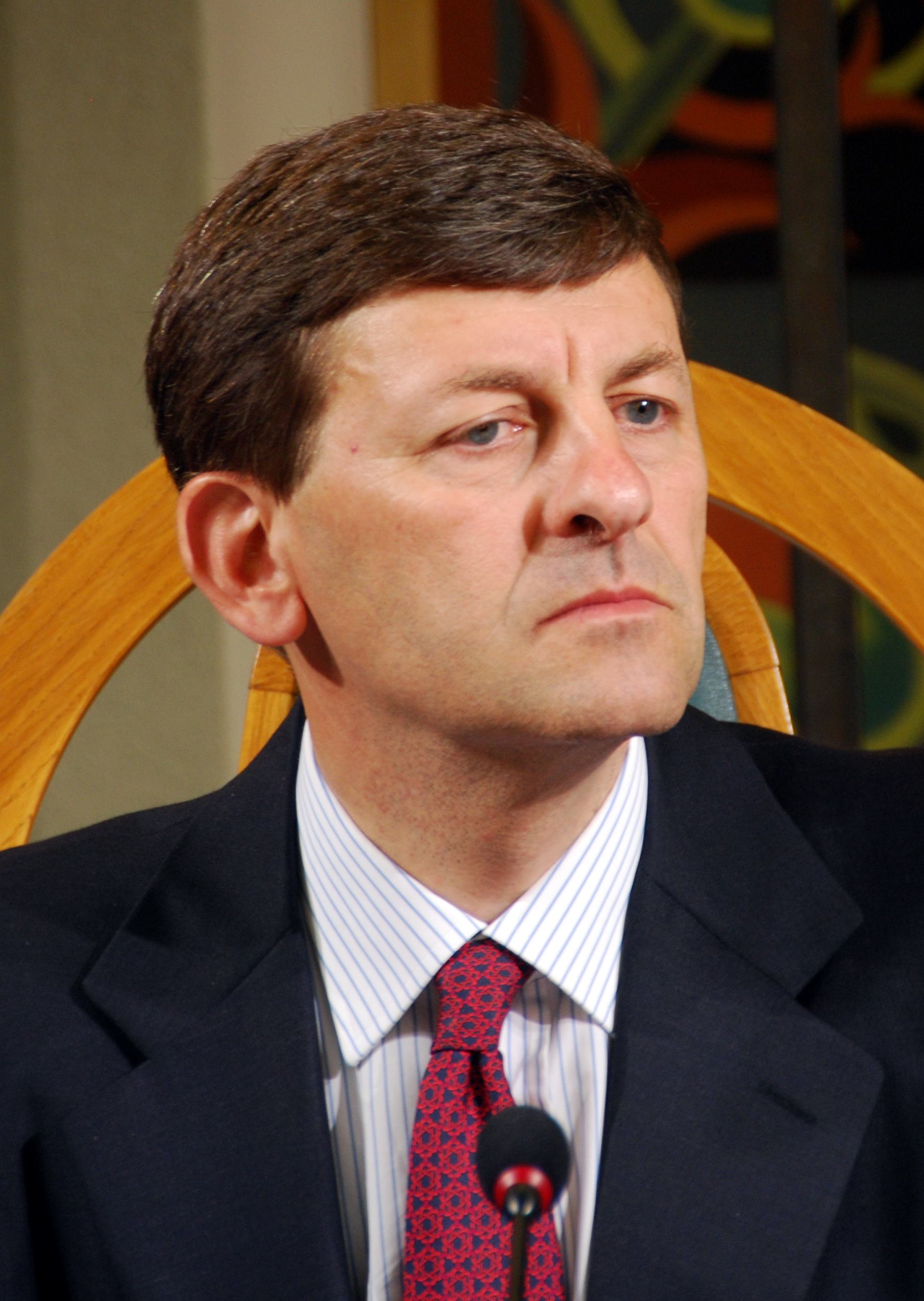
Vittorio Colao

Vittorio Colao (* 3. Oktober 1961 in Brescia) ist ein italienischer Geschäftsmann und war von 2008 bis 2018 CEO von Vodafone. Vom 13. Februar 2021 bis zum 22. Oktober 2022 war er Minister für Technologische Innovation und Digitalisierung im Kabinett Draghi.

## Karriere
Der Absolvent der Universität Bocconi und Eliteuniversität Harvard begann seine Karriere bei McKinsey, Morgan Stanley und im Verlagsgeschäft. Mitte der 1990er Jahre wechselte er in die Mobilfunkbranche. Beim Italienischen Mobilfunkbetreiber Omnitel (heute Vodafone Italia S.p.A) war Colao von 1996 bis 1999 COO und anschließend bis Juli 2004 CEO. Danach wechselte er zur italienischen Mediengruppe RCS MediaGroup und zur Allianz-Gruppe in Italien. Ab Oktober 2006 war Colao Europachef von Vodafone, ab 29. Juli 2008 wurde er CEO des Unternehmens.
Colaos Grundgehalt für seine Tätigkeit bei Vodafone belief sich 2009 auf 932.000 Euro, dazu kamen ein Bonus von 881.000 und weitere Zahlungen z. B. in Form von Aktienoptionen. Insgesamt ergaben sich für das Jahr Gehaltsansprüche in Höhe von 2.264.000. Im Jahre 2011 stiegen diese Gehaltsansprüche auf 14,25 Millionen Euro. Damit gehörte Colao zu den zehn Spitzenverdienern in Europa. 2018 kündigte Colao seinen Rückzug als CEO von Vodafone an.
2020 wurde er Vorsitzender der Expertenkommission des Ministerratspräsidiums, die zur Bekämpfung der COVID-19 Pandemie und ihrer Folgen konstituiert wurde.
Am 12. Februar 2021 wurde er vom designierten italienischen Ministerpräsidenten Mario Draghi zum Minister für Technologische Innovation und Digitalisierung ernannt.

## Leben
Er ist seit 1992 verheiratet und Vater zweier Kinder.